# Halosbaena tulki
Halosbaena tulki är en kräftdjursart som beskrevs av Gary C.B. Poore och Humphreys 1992. Halosbaena tulki ingår i släktet Halosbaena och familjen Halosbaenidae. Inga underarter finns listade i Catalogue of Life.